# Vice-premier ministre du Nouveau-Brunswick
Le vice-premier ministre du Nouveau-Brunswick est le numéro 2 du gouvernement au Nouveau-Brunswick. Il seconde le premier ministre dans ses fonctions et est chargé généralement d'un autre ministère. 

## Liste des vice-premiers ministres
| #                     | Ministre                | Durée                             |
| Vice-premier ministre | Vice-premier ministre   | Vice-premier ministre             |
| --------------------- | ----------------------- | --------------------------------- |
| 1.                    | Marcelle Mersereau      | 1994 - 1995                       |
| 2.                    | Joseph Raymond Frenette | 1995 - 1997                       |
| 3.                    | Alan Robert Graham      | 1997 - 1998                       |
| 4.                    | Doug Tyler              | 1998 - 21 juin 1999               |
| 5.                    | Dale Graham             | 21 juin 1999 - 3 octobre 2006     |
| 6.                    | Donald Arseneault       | 3 octobre 2006 - 12 octobre 2010  |
| 7.                    | Paul Robichaud          | 12 octobre 2010 - 7 octobre 2014  |
| 8.                    | Stephen Horsman         | 7 octobre 2014 - 9 novembre 2018  |
| 9.                    | Robert Gauvin           | 9 novembre 2018 - 14 février 2020 |
| -                     | Vacant                  | 14 février 2020 - 2 novembre 2024 |
| 10.                   | René Legacy (en)        | 2 novembre 2024 - en cours        |